# Campionat d'escacs del Marroc
El Campionat d'escacs del Marroc és un torneig d'escacs estatal del Marroc per determinar el campió del país. A continuació, la llista de guanyadors i guanyadores del campionat des del 1965:

## Quadre d'honor masculí
| #  | Any     | Ciutat      | Guanyador             |
| -- | ------- | ----------- | --------------------- |
| 1  | 1965    | Tetuan      | Mustapha Bakkali      |
| 2  | 1966    | Tetuan      | Mustapha Bakkali      |
| 3  | 1968    | Rabat       | Ahmed Bennis          |
| 4  | 1969    | Rabat       | Mokhtar Kadiri        |
| 5  | 1970    | Rabat       | Abderrahman Nejjar    |
| 6  | 1971    | Rabat       | Mohamed Belarbi       |
| 7  | 1972    | Casablanca  | Ahmed Bennis          |
| 8  | 1973    | Rabat       | Mustapha Bakkali      |
| 9  | 1975    | Rabat       | Khalid Chorfi         |
| 10 | 1976    | Tetuan      | Khalid Chorfi         |
| 11 | 1978    | Tetuan      | Abdellah Ait Hmidou   |
| 12 | 1980    | Tetuan      | Abderrahim Ouniche    |
| 13 | 1981    | Tetuan      | Bachir Sbiaa          |
| 14 | 1982    | Casa        | Mohamed Moubarak Rian |
| 15 | 1984    | Chefchaouen | Abdellah Ait Hmidou   |
| 16 | 1985    | Marraqueix  | Mohamed Moubarak Rian |
| 17 | 1986    | Casablanca  | Mohamed Arbouche      |
| 18 | 1987    | Casablanca  | Zakaria Bennis        |
| 19 | 1988    | Rabat       | Hichem Hamdouchi      |
| 20 | 1989    | Casablanca  | Hichem Hamdouchi      |
| 21 | 1990    | Casablanca  | Khalid Chorfi         |
| 22 | 1992    | El Jadida   | Hichem Hamdouchi      |
| 23 | 1993    | Casablanca  | Hichem Hamdouchi      |
| 24 | 1994    | Casablanca  | Hichem Hamdouchi      |
| 25 | 1995    | Casablanca  | Hichem Hamdouchi      |
| 26 | 1996    | Meknès      | Mohamed Tissir        |
| 27 | 1997    | Tànger      | Hichem Hamdouchi      |
| 28 | 1998    | Casablanca  | Abdelaziz Onkoud      |
| 29 | 1999    | Casablanca  | Mohamed Tissir        |
| 30 | 2000    | Casablanca  | Samir Bentafrit       |
| 31 | 2001    | Casablanca  | Hichem Hamdouchi      |
| 32 | 2002    | Casablanca  | Hichem Hamdouchi      |
| 33 | 2003    | Marraqueix  | Hichem Hamdouchi      |
| 34 | 2004    | Mohammedia  | Hichem Hamdouchi      |
| 35 | 2005    | Tetuan      | Mohamed Tissir        |
| 36 | 2006[2] | Marrakech   | Rachid Hifad          |
| 37 | 2009    | Tanger      | Mokliss El Adnani     |
| 38 | 2013    | Casablanca  | Ali Sebbar            |
| 39 | 2015    | Tetouan     | Khalid Becham         |
| 40 | 2016    | Casablanca  | Mokliss Elñ Adnani    |

## Quadre d'honor femení
| #  | Any     | Guanyadora               |
| -- | ------- | ------------------------ |
| 1  | 1983    | Bouchra Kadiri           |
| 2  | 1984    | Bouchra Kadiri           |
| 3  | 1985    | Jamila Chouaibi          |
| 4  | 1986    | Leila Nassimi            |
| 5  | 1989    | Fatima Achkar            |
| 6  | 1991    | Leila Nassimi            |
| 7  | 1992    | Sofia Bensouda           |
| 8  | 1993    | Leila Nassimi            |
| 9  | 1994    | Nawal EL Amri            |
| 10 | 1995    | Amina Oubaaqa            |
| 11 | 1996    | Manal El Messioui        |
| 12 | 2000    | Hind Bahji               |
| 13 | 2001    | Hind Bahji               |
| 14 | 2002    | Hind Bahji               |
| 16 | 2004    | Jamila Yougane           |
| 17 | 2005    | Hind Bahji               |
| 18 | 2006[2] | Laila Elamri             |
| 19 | 2009    | Laila Elamri             |
| 20 | 2013    | Fidadus Mayar El Iorissi |
| 21 | 2015    | Fidadus Mayar El Iorissi |
| 22 | 2016    | Fadova Arif              |